# ZE:A
ZE:A (кор. 제국의 아이들) — южнокорейская музыкальная группа (бой-бэнд) из 9 человек, также известная как «Дети Империи» (Children of Empire), выступающая под лейблом Star Empire Entertainment. 7 января 2010 года группа выпустила свой дебютный альбом Nativity и заглавный трек «Mazeltov», который был представлен пятью днями позже на шоукейсе группы. Дебютировали ZE:A 15 января 2010 года на программе Music Bank на KBS.

## История группы

### До дебюта
Под именем «Child of Empire» они появились на передаче Office Reality на Mnet, группа привлекла к себе внимание. Они также появились в документальном шоу Star Empire, а затем вышли серии документальных фильмов — шоу самой группы под названием Empire Kids Returns, где были собраны выступления группы в машине и на поезде по всему Сеулу. Группа столкнулась с конфликтом в декабре в связи со сходством названия с Brown Eyed Girls — JeA. Позднее было изменено название, чтобы избежать конфликтов.

### 2010: Дебют
Выпустив несколько тизеров, группа дебютировала под названием «ZE:A» 7 января 2010 года. И сразу привлекла к себе внимание, достигнув первой позиции в Album Chart и Artist Chart на Daum в день дебюта.

### 2010:Leap for Detonationи «Level Up»
ZE:A выступали на Cyworld Dream Music Festival 23 июля 2011 года.
25 марта 2010 года вышел первый мини-альбом группы Leap for Detonation. Заглавный трек «All Day Long» — сентиментальная песня, полностью изменившая их стиль, была спродюсирована Brave Brothers. Они выпустили клип на песню, а также короткометражный фильм, где Ким Донджун сыграл главную роль. Третий сингл группы, «Level Up», был выпущен 8 июля 2010 года в цифровом формате. И в фильме и в клипе появилась подруга по агентству, восходящая звезда — Пак Мин Ха из музыкальной группы Nine Muses. Третий сингл группы, «Level Up», был выпущен 8 июля 2010 года в цифровом формате. На «Level Up» выпустили только два тизера до камбека, но клип так и не появился.
Название официального фан-клуба объявили, вывесив картинку (постер) на официальной страничке в Daum Cafe. До этого в апреле агентство Star Empire предложило 10 возможных названий. После долгого голосования и было выбрано название «ZE:A’s» (или «ZE:A STYLE»).

### 2010—2011: Тур по Азии и дебют в Японии
ZE:A начали свои промотуры по Азии с Таиланда в конце июля 2010 года. Далее они провели шоукейсы в Тайване, Сингапуре, Малайзии.
22 сентября 2010 года группа выпустила свой японский дебютный сингл «ZE:A!» (яп. ゼア!). Сингл занял 3-е место на национальном музыкальном чарте Oricon. 21 декабря 2010 года, ZE:A выпустила японский физический сингл «Love Letter / My Only Wish». Он занял второе место в дневном чарте Oricon.
16 января 2011 года Japan Sankei Sp

### 2011: Первый альбомLovability, специальный сингл «Exciting!» и японский сингл «Daily Daily»
7 марта 2011 года состоялся релиз первого полноформатного альбома под названием Lovability, в альбом вошли как ранее выпущенные синглы, так и новые треки.
Промоушен для Lovability был прерван из-за композиции «Be My Girl», которая считалось непригодной для несовершеннолетних. 16 марта представители агентства заявили, что группа пожертвует часть денег, заработанных во время тура, пострадавшим от землетрясения и цунами в Японии.
В конце июня агентство Star Empire сообщило, что ZE:A выпустят специальный летний сингл. Во время съёмок обложки к синглу «Exciting!», Хёнсик потерял управление яхтой, с ним был Донджун. Его спасли Донджун и менеджер группы, он получил небольшую травму лодыжки. 5 июля был выпущен тизер, а 8 июля группа представила клип на ещё одни трек «Watch Out». В тот же день группа появилась на музыкальном шоу Music Bank. 8 июля ZE:A впервые заняли первое место в чарте альбомов Hanteo по продажам в режиме реального времени. 29 июля представили клип на трек «Heart For 2» на официальном канале группы на YouTube.
После двух недель промоушена «Watch Out», ZE:A начали промоушен «Heart For 2».
В начале октября Star Empire объявили о выходе нового японского сингла, который будет выпущен 22 ноября. В сингл-альбом вошли четыре трека, новая баллада под названием «Daily Daily», японская версия «All Day Long» и инструментальные версии треков. Согласно заявлению, к альбому будут прилагаться две версии DVD: диск A и диск B. В диск А войдет клип на «Daily Daily» и видео со съёмок клипа, в то время как диск B будет содержать клип на «Daily Daily» и видео со съёмок обложки. 2 ноября 2011 года тизер на «Daily Daily» выложили на YouTube. Через 5 дней, 7 ноября, загрузили тизер на японскую версию «All Day Long». 24 ноября был выпущен полный клип на «Daily Daily». Сингл дебютировал на третьей строчки музыкального чарта Oricon.

### 2012 год: Задержка камбека и новая подгруппа
Выпуск нового альбома ZE:A был назначен на 21 июня 2012 года, но в мае агентство группы Star Empire Entertainment сообщило, что камбек будет отложен из-за того, что Джунён травмировал лодыжку. Позднее было объявлено, что участник ZE:A Ха Мин-у сформирует подгруппу с двумя японскими артистами: певцом Никаидо Хаято (участник группы Alpha) и актёром Сасакэ Ёсихидэ. Группа получила название 3Peace Lovers, а релиз первого сингла «Virtual Love» состоялся 26 июня.
14 июня на Daum Cafe опубликовали информацию о возвращении группы с новым альбомом и загрузили 4 превью песни длительностью по 10 секунд на официальный канал ZE:A на YouTube (ZE:A2011). Также сообщили, что название альбома будет Spectacular и в него войдут 11 песен. Камбек утвердили на 4 июля. 2 июля ZE:A провели шоукейс с их новым альбомом Spectacular, где они спели песни из альбома, которые были залиты на официальный канал ZE:A на YouTube (ZE:A2011). 3 июля также был загружен клип на песню «Aftermath».
В августе было объявлено, что Кванхи вместе с Сонхвой из группы Secret станут в паре участвовать в программе We Got Married на канале MBC.
26 августа ZE:A выпустили клип на заглавный трек их нового альбома Phoenix. On August 26, ZE:A uploaded the music video for their title track «Phoenix» from their album Phoenix.
Кванхи также снялся в дораме «Для тебя во всём цвету» в роли Сон Чонмина.

### 2013: Камбек
8 августа группа вернулась с новым альбомом Ghost of the Wind.
Хёншик снялся в популярной дораме «Наследники» в роли Чо Мёнсу.
Мин-у принял участие в японском мюзикле «Summer Snow».
23 ноября ZE:A провели свой первый концерт в Корее, под названием «Illusionist».

### 2014:First Homme, сценический псевдоним Джунёна, новая подгруппа
23 мая 2014 года Star Empire Entertainment объявило о возвращении группы после десяти месяцев с их вторым альбомом. После этого вышли различные фото-тизеры с участниками группы.
Клип на заглавный трек «Breathe» вышел 2 июня 2014 года. На M! Countdown 5 июня началось музыкальное шоу для продвижения (промоушена) альбома First Homme, Breathe продвигался одновременно с другой песней из этого альбома «St. Dagger». Продюсерами обеих песен являются Brave Brothers.
После продвижения альбома First Homme Джунён раздразнил фанатов различными фотографиями членов группы, сделанных в студии в конце июля. Позже он в Instagram подтвердил образование новой подгруппы, которая состоит из Кевина, Хичоля, Джунёна, Донджуна и Тхехона. Новая подгруппа выпустила японский сингл, но его услышали только фанаты, которые присутствовали на специальном фан-митинге.
22 августа 2014 лидер ZE:A Джунён заявил на фан-митинге ZE:A’s Day, что теперь в группе ZE:A он будет использовать официальный псевдоним И Ху (кор. 이후). Он ссылался на негативные отзывы по поводу его имени, и это и стало причиной для его изменения. Он стал вторым участником группы, который взял сценический псевдоним.
22 августа Star Empire Entertainment начало выпускать фото-тизеры первой подгруппы, включая участницу группы Nine Muses Кённи, трейни Соджин и Кевина. Группа была названа Nasty Nasty, дебютировала она 3 сентября с заглавным треком Knock.
2017: Изменения первоначального состава группы
7 февраля Кванхи официально присоединился к Bonboo Entertainment после окончания контракта со Star Empire.
В марте Шиван присоединился к новому агентству 플럼액터스 (Plum Actors) после завершения контракта со Star Empire.
В апреле Хёншик перешёл в новое агентство United Artists Agency после завершения контракта со Star Empire.
В июле Донджун перешёл в 골드문 (Gold Moon) после завершения контракта со Star Empire.
После вышедшей статьи об уходе Донджуна из группы, 22 июля Хичоль становится социальным работником, так как не продлил контракт со Star Empire.
По данным от 19 сентября 2017 года Star Empire подтвердили информацию о том, что участники группы И-Ху и Тхехон покинули как саму группу, так и лейбл.

## Состав группы
| Сценический псевдоним | Сценический псевдоним | Полное имя  | Полное имя | Дата рождения   |
| Романизация           | Хангыль               | Романизация | Хангыль    | Дата рождения   |
| --------------------- | --------------------- | ----------- | ---------- | --------------- |
| Кевин                 | 케빈                  | Ким Джиёп   | 김지엽     | 23 февраля 1988 |
| Мину                  | 민우                  | Ха Мину     | 하민우     | 6 сентября 1990 |

Бывшие участники
| Сценический псевдоним | Сценический псевдоним | Полное имя  | Полное имя | Дата рождения   |
| Романизация           | Хангыль               | Романизация | Хангыль    | Дата рождения   |
| --------------------- | --------------------- | ----------- | ---------- | --------------- |
| Кванхи                | 광희                  | Хван Кванхи | 황광희     | 25 августа 1988 |
| Шиван                 | 시완                  | Им Шиван    | 임시완     | 1 декабря 1988  |
| И Ху                  | 이후                  | Мун Джунён  | 문준영     | 9 февраля 1989  |
| Тхехон                | 태헌                  | Ким Тхехон  | 김태헌     | 18 июня 1989    |
| Хичоль                | 희철                  | Чон Хичоль  | 정희철     | 9 декабря 1989  |
| Хёншик                | 형식                  | Пак Хёншик  | 박형식     | 16 ноября 1991  |
| Донджун               | 동준                  | Ким Донджун | 김동준     | 11 февраля 1992 |

## Дискография
Подробнее см. в статье «ZE:A discography» в английском разделе.

### Корейская дискография

#### Альбомы
- 2011: Lovability
- 2012: Spectacular

#### Мини-альбомы
- 2013: Illusion
- 2014: First Homme

#### Синглы
- 2010: «Nativity»
- 2010: «Leap For Detonation»
- 2011: «Exciting»
- 2012: «PHOENIX»

### Японская дискография

#### Синглы
- 2010: «Love☆Letter»
- 2011: «Watch Out ~Netsuai Chuuihou~»
- 2011: «Daily Daily»
- 2013: «Illusion»

## Фильмография
См. «ZE:A § Filmography» в английском разделе.

## Премии и номинации

### Mnet Asian Music Awards
| Год  | Номинированная работа | Категория            | Результат |
| ---- | --------------------- | -------------------- | --------- |
| 2010 | «Mazeltov»            | Best New Male Artist | Номинация |